# Sudra manorga
Sudra manorga är en insektsart som beskrevs av Kramer 1964. Sudra manorga ingår i släktet Sudra och familjen dvärgstritar. Inga underarter finns listade i Catalogue of Life.